# William Archibald Robertson
Pour les articles homonymes, voir William Robertson et Robertson.
Thomas Basil Humphreys (1832-23 juin 1926) est un homme politique canadien de la Colombie-Britannique. Il est député provincial indépendant de la circonscription britanno-colombienne de Victoria d'une élection partielle en 1874 à 1875.

## Biographie
Né dans le Perthshire en Écosse, Robertson s'installe dans le Haut-Canada avec sa famille en 1834. D'abord à Dunnville (en), près de Toronto, la famille s'installe finalement à Flamborough (en). En 1862, Robertson se joint à l'Union Army des États-Unis. Après avoir été capturé et mis en liberté conditionnelle, il quitte l'armée et s'installe à Victoria en Colombie-Britannique.
Robertson meurt à Victoria en 1926 à l'âge de 93 ans.